# Chautauqua Motor Company
Chautauqua Motor Company, vorher Webb Jay Motor Company, war ein US-amerikanischer Hersteller von Automobilen.

## Unternehmensgeschichte
Der ehemalige Rennfahrer Webb Jay gründete 1908 die Webb Jay Motor Company in Chicago in Illinois. Sein Bruder Frank Jay war ebenfalls beteiligt. Sie vertrieben Fahrzeuge der White Motor Company. 1908 fertigten sie selber einige Automobile. Der Markenname lautete Jay Webb. Als Autohandel existierte das Unternehmen noch nach 1908.
Im März 1910 erfolgte die Umfirmierung in Chautauqua Motor Company, als das Unternehmen nach Dunkirk im US-Bundesstaat New York zog. Im Januar 1911 erschien eine Anzeige für einen Personenkraftwagen, der nun als Chautauqua Steamer angeboten wurde. Im Februar 1911 wurde ein Lastkraftwagen auf der Chicago Automobile Show präsentiert. Eine Quelle meint, dass es Prototypen blieben.

## Fahrzeuge

### Markenname Webb Jay
Das einzige Modell war ein Dampfwagen. Er hatte einen Dampfmotor mit zwei Zylindern, der 30 PS leistete. Die Motorleistung wurde über ein Zweiganggetriebe und Ketten an die Hinterachse übertragen. Der offene Tourenwagen bot Platz für fünf Personen. Der Neupreis betrug 4000 US-Dollar.

### Markenname Chautauqua Steamer
Dies waren ebenfalls Dampfwagen.